# Prilesje (gmina Velike Lašče)
Prilesje – wieś w Słowenii, w gminie Velike Lašče. W 2018 roku liczyła 61 mieszkańców.